# Dikraneura grisea
Dikraneura grisea är en insektsart som beskrevs av Dworakowska, Singh och Nagaich 1979. Dikraneura grisea ingår i släktet Dikraneura och familjen dvärgstritar. Inga underarter finns listade i Catalogue of Life.